# Calopiidae
Calopiidae là một họ ốc biển, một loài Động vật thân mềm trong siêu họ Truncatelloidea.

## Các chi
- Calopia W.F. Ponder, 1999